# طاغاست
طاغاست (Tagaste)  (باللغات الأمازيغية: ⵜⴰⴳⴰⵙⵜ) (حاليا سوق أهراس، الجزائر) مدينة نوميدية رومانية قديمة تقع في إحدى مقاطعات الإمبراطورية الرومانية في شمال أفريقيا. أنشأت سنة 202 ق.م في عصر مملكة نوميديا في الشرق الجزائري على بعد 90 كلم من مدينة هيبون عنابة، تعرف بمسقط رأس القديس أوغستين وأمه القديسة مونيكا.

## أصل التسمية
الاسم القديم للمدينة النوميدية طاغاست، مستمد من كلمة طاغوست الأمازيغية التي تعني الحقيبة، نظراً لموقع المدينة على سفح جبل محاط بثلاث قمم على شكل حقيبة تحتوي على المدينة.[بحاجة لمصدر] رواية أخرى تقول بأنها مكونة من كلمتين فنيقيتين، الأولى (طاه)، ومعناها (بيت)، والثانية (غاست)، ومعناها (الكنز). وبهذا يصبح اسم طاغاست (بيت الكنز) (بالفرنسية: Maison des trésors)، وهذا بناء على رأي الباحث الألماني (هايتزيغ فان مالتسيان) استمدها من كتاب (جينيسيوس). في وقت لاحق، عندما دخلت اللغة العربية إلى المنطقة صارت تسمى سوقارا.[بحاجة لمصدر] في مصادر أخرى ذكرت باسم قصر الأفريقي، وفقاً للمسعودي.

## الموقع

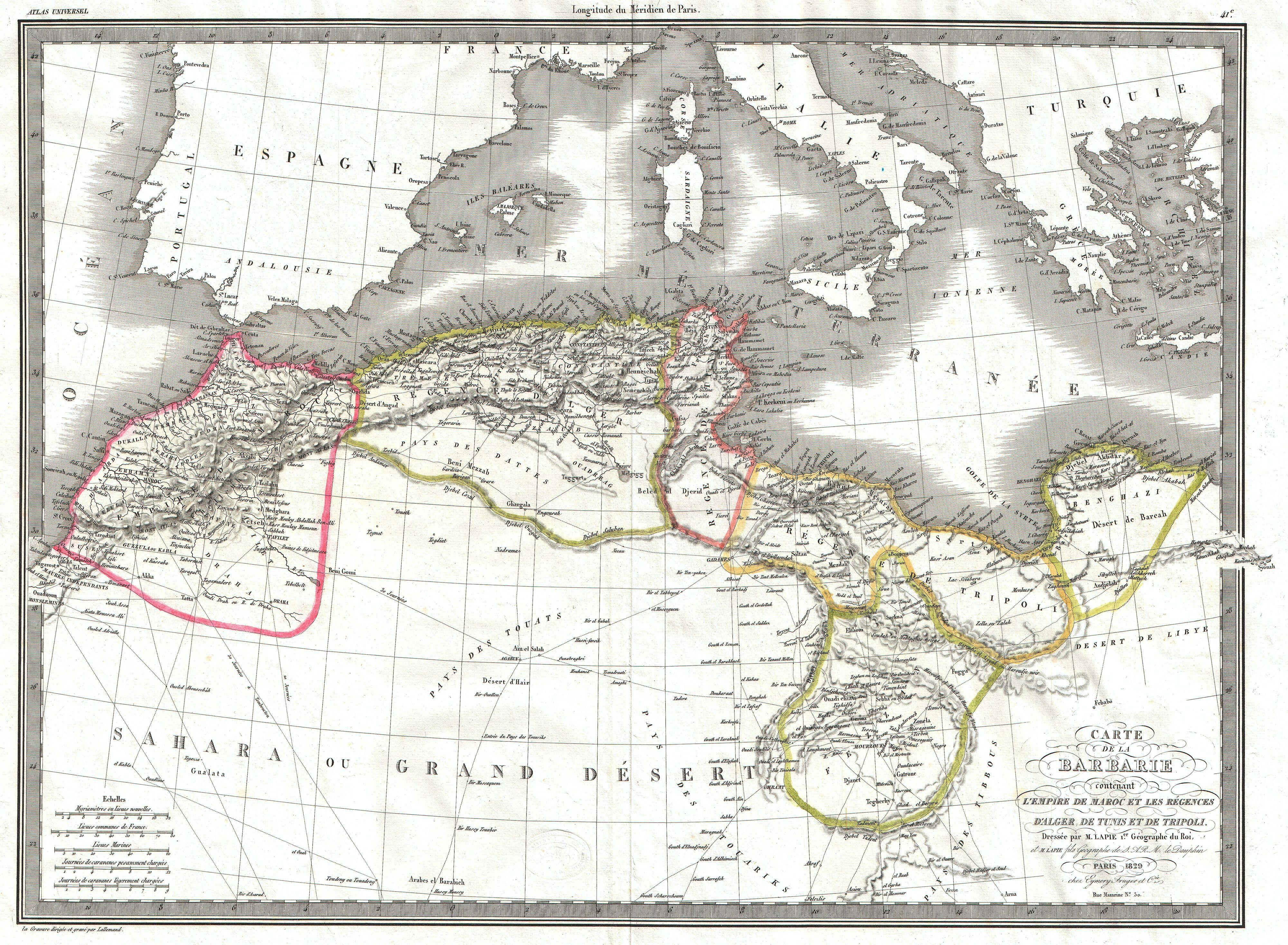
خريطة شمال أفريقيا سنة 1829 فيها مدينة سوق أهراس بأسم: تاجيلت (Tajilt).

تقع مدينة سوق أهراس في الشرق الجزائري على الحدود التونسية، هي عاصمة الولاية رقم 41 والتي نتجت عن التقسيم الإداري لسنة 1984، تلقب بسوق الأسُودِ لأن المنطقة في السابق كانت الأُسُود تتخذ من غاباتها عريناً لها وتحوي سوقاً مهماً لتجارة الحيوانات المفترسة.
يطلق عليها الأمازيغ أسم طاغاست، وتاجيلت وهو اسمها الأمازيغي القديم، حيث لعبت دوراً تاريخياً منذ الأزل وصولاً إلى الثورة الجزائرية حيث لقبت بالقاعدة الشرقية، ذكرها المؤرخ الكبير بلينيوس الأكبر في كتبه، والجغرافي اليوناني بطليموس، كما وجدت في دليل سترابو وخريطة اُنطونيوس وهي خريطة للطّرقات الرّومانيّة تنسب إلى ثيودوسيوس الأول، واشتهرت بأنها مسقط رأس القديس أوغسطين وتتميز بخصوبة أرضها وتنوّع فلاحتها وإنتاجها الزراعي الوفير وبمناطقها السقويّة الشاسعة والمتعدّدة.
تقع ضمن منخفض تحيط به الجبال المكسوة بالغابات من كل جهة أهمها جبال بني صالح، ويخترقها وادي مجردة، إن موقع وتضاريس المنطقة ساعد سكانها أن يكونوا كأقوى مقاومين للمحتلين بدءاً من الرومان فالإمبراطورية البيزنطية والوندال والاحتلال الفرنسي للجزائر.

## تاريخ المدينة

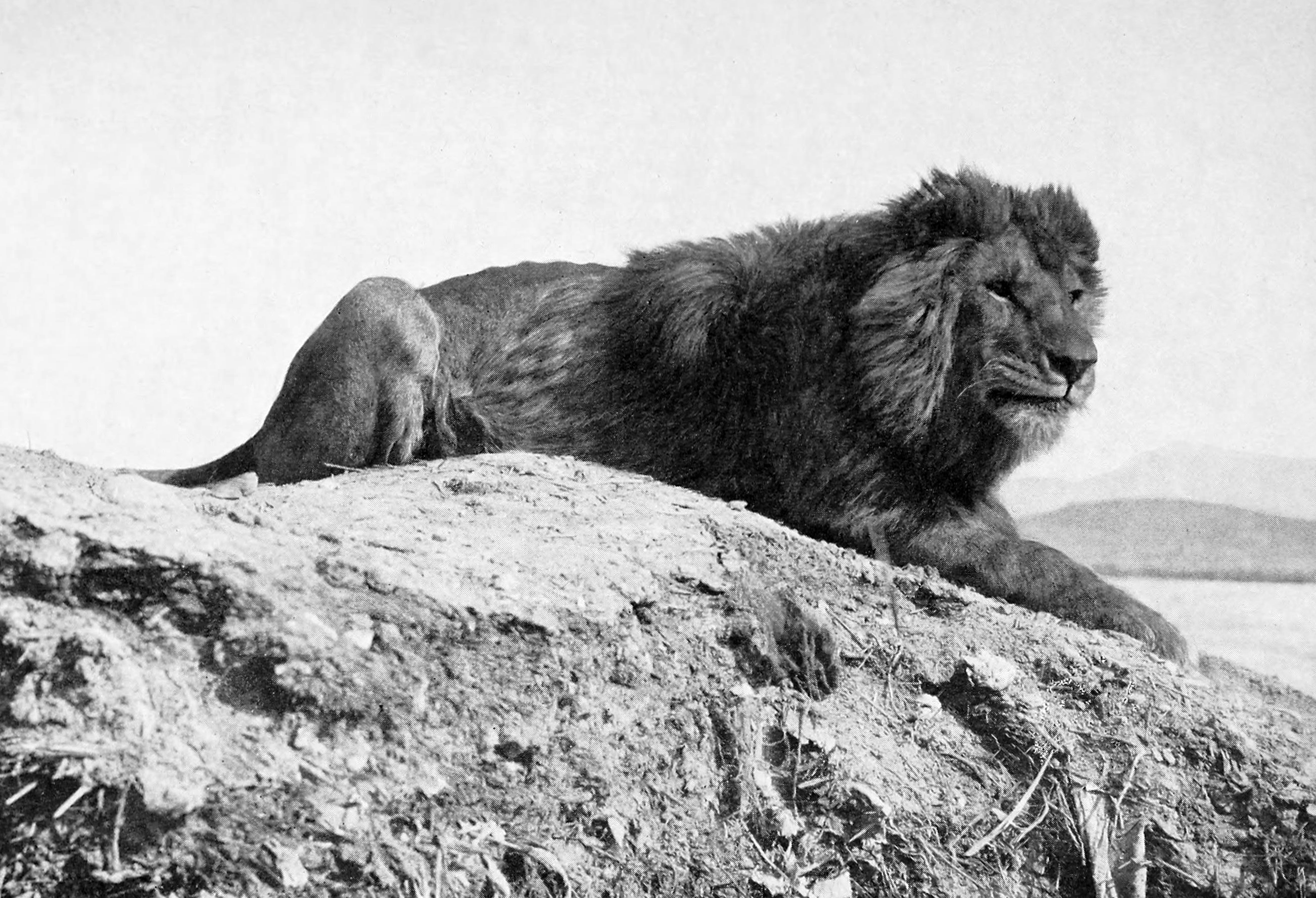
أخر صورة لأسد بربري سنة 1893

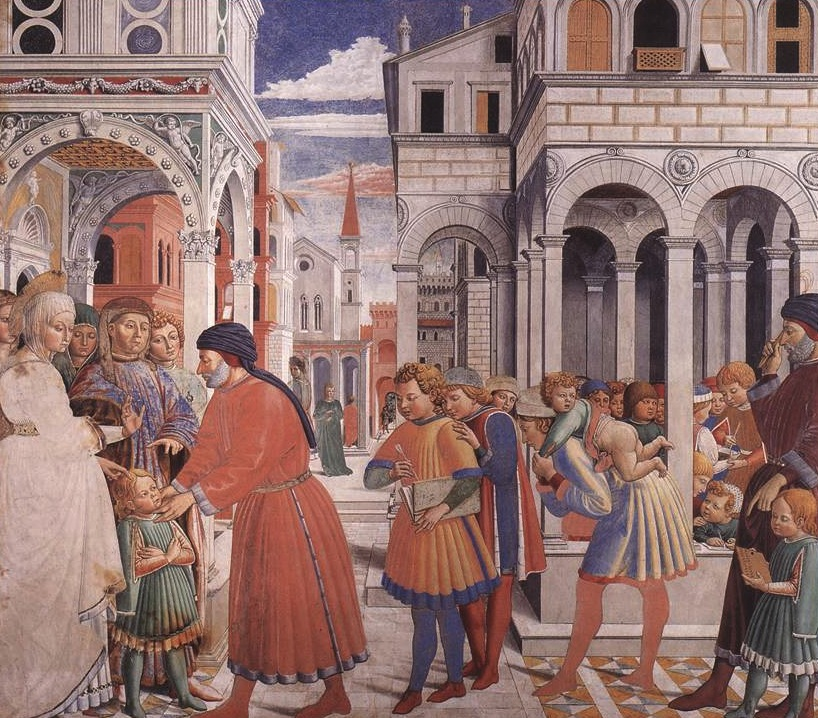
أوغسطين في المدرسة طاغاست

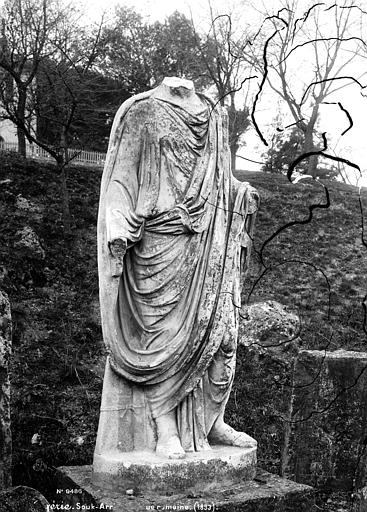
تمثال من مدينة طاغاست

كانت سوق أهراس محمية الأسُودِ وعَرِينُ الأسُودِ، تسمي تاريخياً بـ طاغاست ففي بداية نشأة (طاغاست) في بداية تاريخها كانت عبارة عن قرية النوميدية سكانها من البربر والذي ينحدر منهم القديس أوغستين في العهد الروماني عرفت المدينة نهضة اقتصادية كبيرة، هو الأسم الروماني لمدينة سوق أهراس شرق الجزائر ولعل أبرز أبنائها هو القديس أوغسطين أحد رموز الكنيسة والكاتب الروماني الكبير أليبيوس الطاغاسطي، وقد بنيت سُوق أَهْرَاسْ الحالية في فترة الاحتلال الفرنسي للجزائر في نفس موضع مدينة طاغاست النوميدية، ففي يوم 17 نوفمبر 1856 راسل النقيب الأول قائد دائرة سوق أهراس العسكرية الجمعية التاريخية للجزائر الفرنسية، موضحاً أن مدينة سُوق أَهْرَاسْ التي بدأ الفرنسيون في بنائها، هي في نفس موضع مدينة طاغاست، (إذ أكتشف حجر بطول 17 مترا و37 سنتمتر وعرض 55 سنتمتر وسمك 46 سنتمتر وفي السطر الثالث عشر من الوجه الأول كتب أسم طاغاست، أن آثارها قد دمرت بالكامل في عصر الوندال)، تتضارب الروايات في أصل تسمية سوق أهراس الذي يعتقد أنه تم البدء في تداوله في الفترة العثمانية، لأن الفرنسيين عندما وصلوا لأول مرة إلى المنطقة وجدوا أهل المنطقة من قبيلة الحنانشة يستخدمونه، وفي بعض الخرائط العثمانية ذكرت بإسم تاجيلت باللغة الشاوية، فبدأ العسكريون يستخدمونه في مراسلاتهم الرسمية، وقد أوردت التقارير السنوية الفرنسية عدة معاني للتسمية منها سوق الأُسُود، كما تجدر الإشارة إلى أن من بين الروايات المتداولة بشأن أصل تسمية المدينة سُوق أَهْرَاسْ، أنها اسم لمدينة نوميدية قامت على أطلالها طاغاست (سُوق أَهْرَاسْ) وهي تسمية أمازيغية مركبة وتعني بالإشارة إلى الأُسُود البربرية التي كانت تتواجد في الغابات المحيطة بالمنطقة وتتخذ منها عريناً، إلى غاية إنقراضها عام 1930، ولذلك فإن سوق أهراس تعني سوق الأُسُود.

## العصر الذهبي

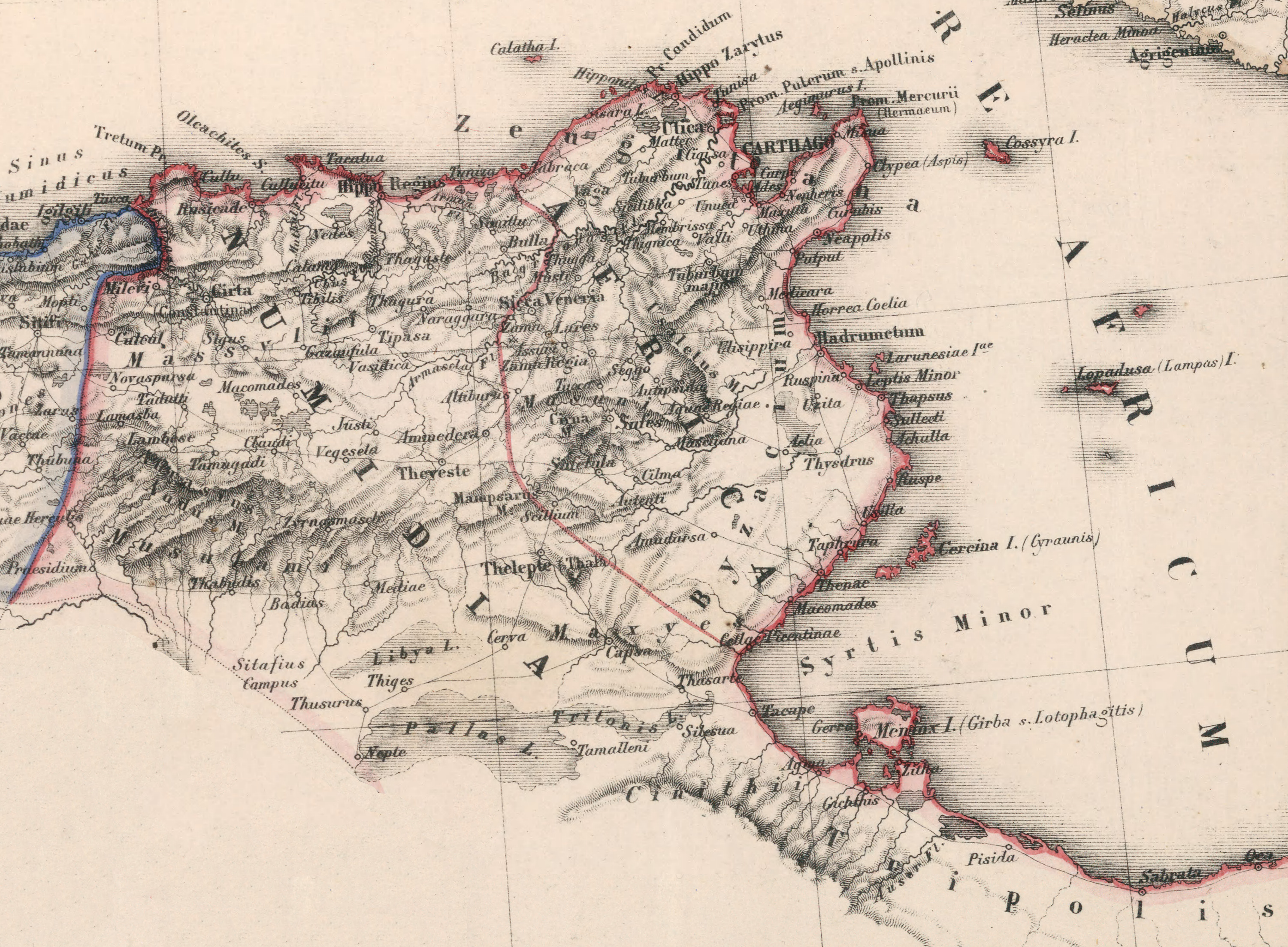
خريطة رومانية قديمة تبين موقع طاغاست (Atlas Antiquus (1869

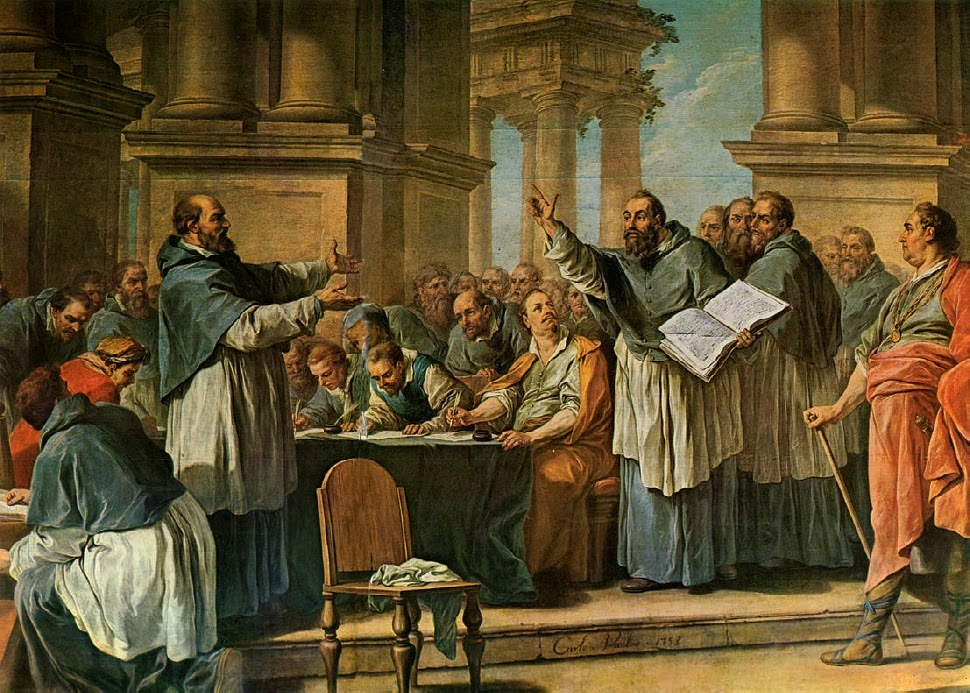
القدِّيس أوغسطين يُجادل دونات الكبير مُؤسس الدوناتيَّة.

كانت هذه المنطقة خاضعة الإمبراطورية الرومانية التي حكمت بلاد شمال أفريقيا منذ سنة 164 قبل الميلاد ونشروا في المغرب العربي الكبير (تونس والجزائر والمغرب) لغتهم وحضارتهم وآدابهم وعلومهم فظهر مؤرخون وكتّاب وشعراء أستطاعوا أن يقدموا لنا وصفاً دقيقاً عن الثقافة والحضارة التاريخية لطاغاست في تلك الحقبة من الزمن باللغة اللاتينية ورغم هذا التأثير الروماني ومحاولة طبع هذه الرقعة من العالم بطابع روماني محض فإنّ طاغاست أو سوق أهراس ظلت محافظة على هويتها وكانت الديانة الوثنية والمسيحية منتشرتين على نطاق واسع.
ويعد أوغسطين عالم لاهوت في الكنيسة اللاتينية وقد ولد في طاغست (سوق أهراس في الجزائر حالياً) سنة 354م وتوفي في هيبون (عنابة) سنة 430م.
تبع هواه في مرحلة شبابه الصاخب في قرطاج وأعتنق المثانوية ثم أرتدّ بتأثير من أمّه مونيكا والقديس أمبروز وتحوّل إلى اللاهوت فصار أسقفاً في مدينة هيبون سنة 396 م وحارب الديانة مانوية القائلة بمبدأين مبدأ الخير ومبدأ الشر، النور والظلام، كما حارب البيلاجيوسية (نظرية الراهب بيلاجيوس في القرن الرابع والذي أنكر الخطيئة الأصلية وقال بحرية الإرادة التامة) وكذلك الدوناتية (بدعة دوناتوس وهو أسقف قرطاج في القرن الرابع الميلادي، وقد أدّى إلى أنقسام الكنيسة في شمال أفريقيا)، حاول القديس أوغسطين التوفيق بين العقل والإيمان وجمع بين الأدب واللاهوت والفلسفة فترك تأثيراً واسعاً في علم اللاهوت الغربي وأثرى الأدب اللاتيني وترك مؤلفات منها: «في النعمة» و«مدينة الله»

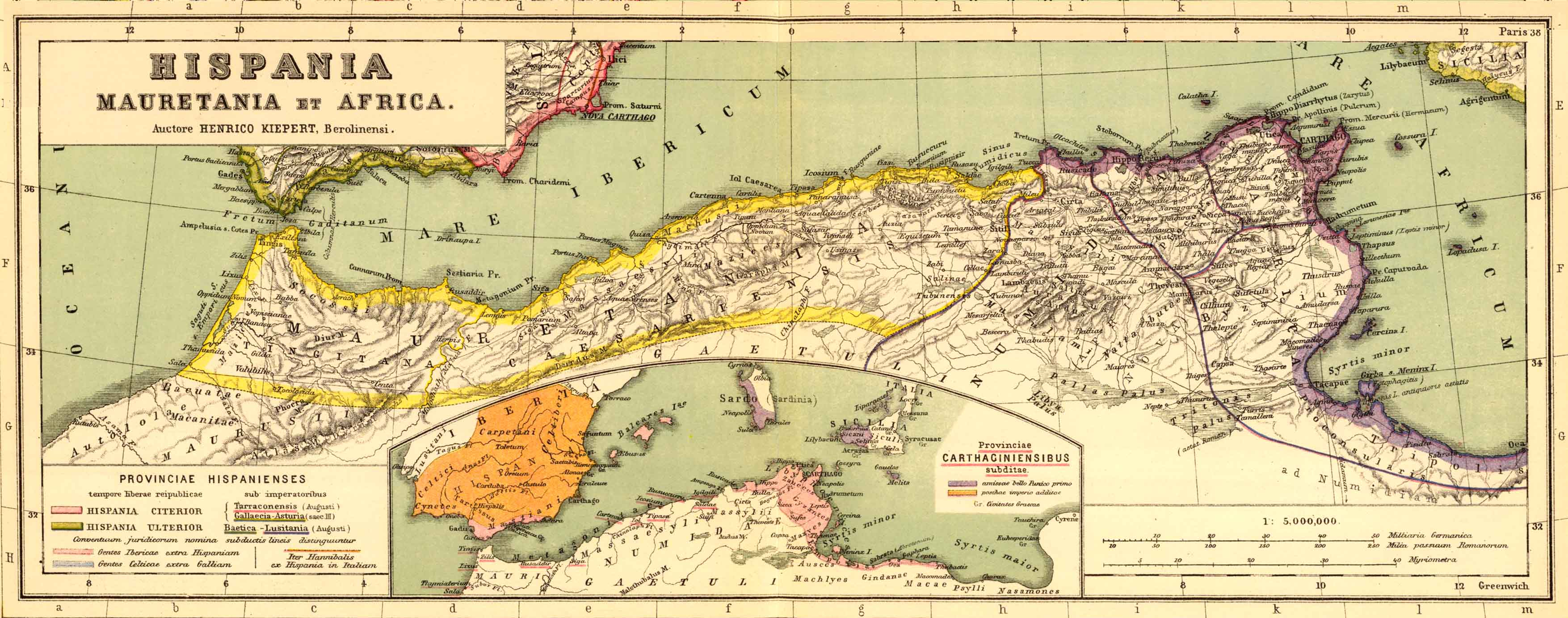
خريطة نوميدية تحدد موقع طاغاست

والاعترافات.

## عصر الوندال (الدمار)

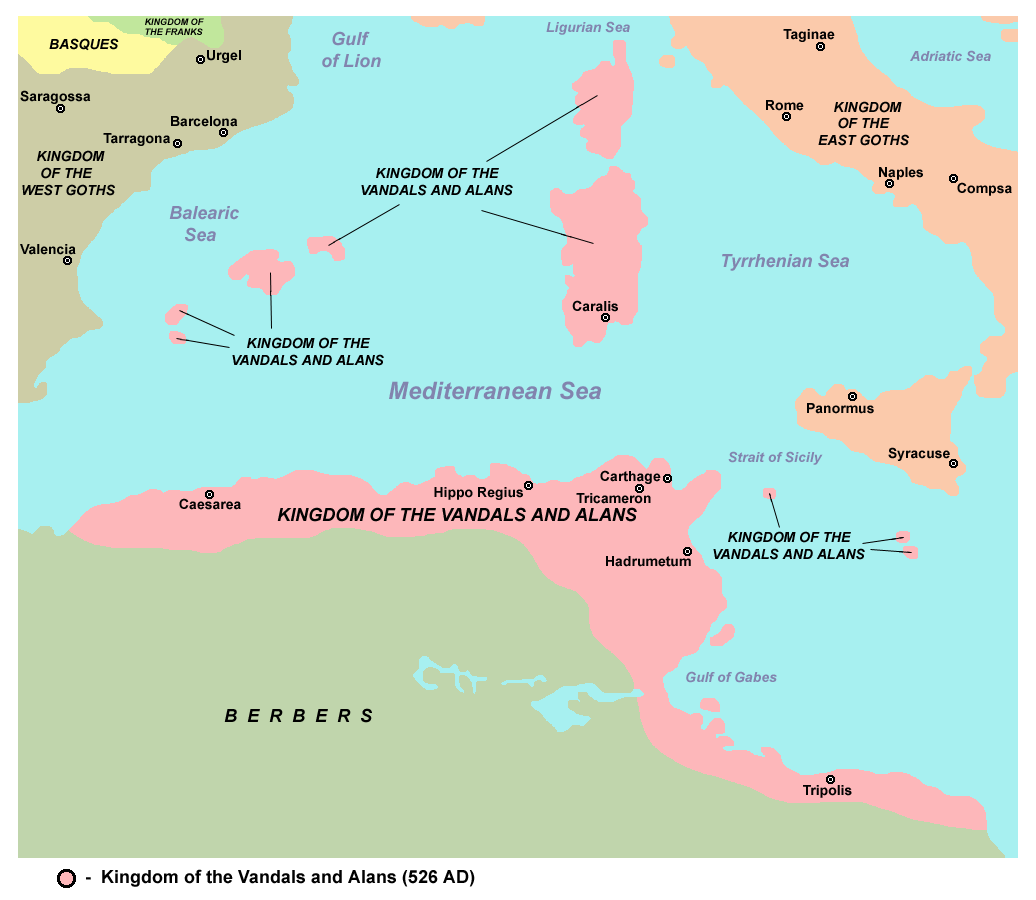
خريطة تبين سيطرة الوندال في شمال أفريقيا

جاء الفاندال (الوندال) بقيادة جنسريق سنة 429 م وأحتلوا الجزائر بعد أن قاوم القديس أوغسطين مقاومة باسلة دفاعا عن مدينة هيبون (عنابة) التي كانت آخر معقل روماني يسقط في يد قبائل الفاندال ثم سقطت قرطاج حيث أصبحت عاصمة لهم وأستمرت دولة الفاندال من 431 م - 534 م، وهم منحدرون من السلالة السلافية، قدموا من جنوب ألمانيا، ومن أسمهم جاءت تسمية الأندلس (فاندولوسيا)، وقد سيطر الفاندال على أفريقيا (تونس) ونوميديا والمغرب الأقصى، وقد تعاطف حتى الذين أعتنقوا الأريوسية من هؤلاء الوندال مع ضحايا هيبون (عنابة) التي أحتلوها وخربوها وبعد هذا دخل الوندال مع أحلافهم الأمازيغ في حرب ضد ما تبقى من الرومان في شمال أفريقية لغاية تصفيتهم جميعا وأحتلال قرطاج آخر معقل للرومان بأفريقيا سنة 439 م، ولم يتوقفوا عندها بل واصلوا تقدمهم بحرا لأحتلال روما نفسها والتي خربوها وأحرقوها مع أخذ كل كنوزها سنة 455 م وبذلك أنتهت مدينة روما الأسطورة التي دامة 1229 سنة من المجد والقوة تحت أقدام الهمجية الوندالية، وأستنكروا وحشية التنكيل والقهر والبطش اللاإنساني ضد ساكنة الجزائر، بعدما أنقلب الوندال على الأمازيغ مثل ما فعل الرومان والفينيقيين من قبل مما أدخل الأمازيغ في حروب دامية جديدة مع الوندال أكثر الشعوب دموية وهمجية، علما بأن المدن الجزائرية القديمة مثل طاغاست خربة في عهد الوندالي. ديانة الوندال هي المسيحية الأريوسية نسبتا للأمازيغي القديس آريوس صاحب هذا المذهب وهو من قورينا (ليبيا الحالية) علما أنه يشبه مذهب دوناتية نسبتا للأمازيغي دونات الكبير (جنوب تبسة) والمذهبان لا يعترفان بالثالوث المقدس وأن عيسى بن مريم (عليه السلام) رسول الله وليس إله والله عز وجل واحد لاشريك له، لكن الوندال أعتنقوا هذا المذهب (الأريوسية) بعدما خالطوا وتأثروا بالأمازيغ وهذا أكبر دليل على أن الوندال هم من تأثر بالأمازيغ وليس العكس، نهاية الوندال في شمال أفريقيا وبداية العهد البيزنطي تكسر الوندال بعد ثورات الأمازيغ ضدهم، خصتا ثورة القائد الأمازيغي أنطالاس سنة 530 م التي أدت إلى تنحية الملك هلدريك وتنصيب جليمار نفسه مكان هلدريك مما خلق شقاق بين الوندال الذين تحولوا تحت ضربات الأمازيغ العنيفة من وحوش ضارية لا تغلب إلى فريسة سهلة أنقض عليها البيزنطيون المتربصين بأرض شمال أفريقية منذ القديم لأعتبار أنفسهم الوريث الشرعي لمستعمرات روما القديمة والحماة للمسيحية الكاثوليكية المضطهدة من طرف الوندال في شمال أفريقية.

## شخصيات
ولدت في المدينة شخصيات معروفة منها:
- أليبيوس الطاغاسطي: قسيس.
- أوغسطينوس: فيلسوف ومفكر لاهوتي.

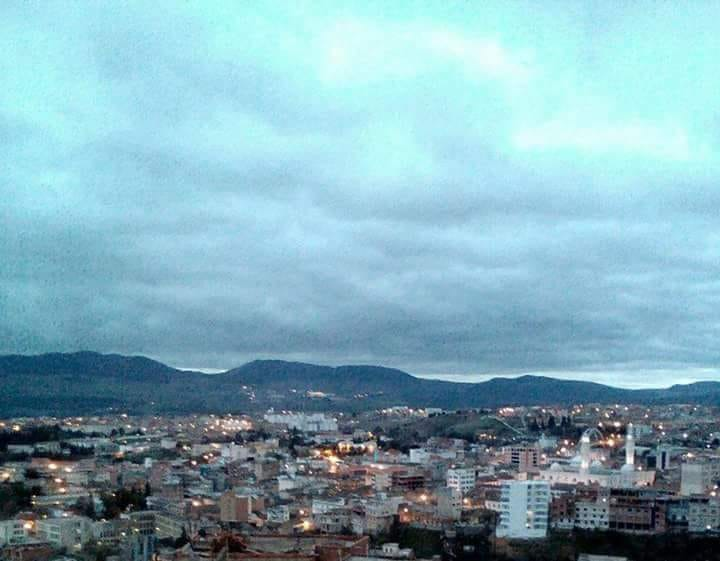
منظر عام للمدينة

- مكسميوس العالم بقواعد لغة لاتينية.
- لوكيوس أبوليوس المادوري: كاتب.
- تاكفاريناس: قائد عسكري ومقاوم.
- مونيكا: قديسة عند المسيحيين، أشتهرت بإيمانها الشديد، وكانت سببا في اعتناق ابنها أوغسطينوس للمسيحية، وهي أول من سميت بهذا الاسم.
- طارق بن زياد: فاتح الأندلس.

## معلومات أخرى
في الوقت الحالي، قام علماء فقه وباحثون من جزر الكناري (إسبانيا) بربط الأسماء المعرفية طاغاست بـ تيغيستي. هذا الأخير من أصل غوانش، التي كان لها أصل بربري.

## سينما
- فيلم «أغسطينوس.. ابن دموعها»: من طاغاست إلى روما - مهرجان وهران الدولي للفيلم العربي (الدورة العاشرة).
- في اختتام مهرجان وهران الدولي للفيلم العربي: «أغسطينوس.. ابن دموعها» يحصد جائزة الجمهور

## روابط خارجية
- طاغاست باللغة الإنجليزية
- حياة القديس أوغسطين
- قصة حياة أوغسطين باللغة الفرنسية
- حياة القديس أوغسطين باللغة الفرنسية